# Achta Djibrine Sy
Achta Djibrine Sy (nascida em 28 de outubro de 1962) é uma activista pela paz do Chade que se tornou ministra do Comércio da Indústria do governo em 2019.

## Biografia
Sy nasceu em 1962 e obteve o seu primeiro diploma em administração e economia na Universidade de N'Djamena. Após a guerra civil no Chade, Sy trabalhou com o grupo de mulheres e instituição de caridade britânica Oxfam para trabalhar pela paz no seu país. Ela era oficial de projectos femininos da Oxfam no Chade. Em 1993, ela escreveu sobre o papel das mulheres no Chade para auxiliar a política da Oxfam.
Em 2005, ela foi uma das 1000 mulheres que apareceram no livro "1000 Peacewomen Across the Globe".
Em 2014, o conselho nacional feminino do Chade (CONAF-TCHAD) foi formado por inspiração da primeira-dama Hinda Deby Itno. Sy tornou-se vice-presidente da organização, que fazia campanha contra a discriminação. O seu mandato terminou em 2017.
Ela é admirada pela primeira-dama do Chade pelo seu trabalho árduo. Em 11 de agosto de 2019, ela foi nomeada pelo Presidente do Chade, Idriss Deby Itno, para ser a Ministra do Comércio da Indústria e Promoção do Sector Privado. Sy tomou posse na sua nova função em 19 de agosto de 2019. O comércio do Chade e o investimento estrangeiro que atraiu em 2019 era dominado pela produção de petróleo do país.
Sy tem mantido contacto com a Conferência das Nações Unidas sobre Comércio e Desenvolvimento (UNCTAD) como parte de uma "revisão da política de investimento" em linha com os Objectivos de Desenvolvimento Estratégico das Nações Unidas. Sy estava ansiosa para ver a diversificação económica no Chade para evitar a pobreza alimentar e reduzir a dependência do petróleo. O investimento na produção de goma-arábica do Chade juntamente com gado, sementes de gergelim, manteiga de karité, a espirulina de algas e amendoim contituíram oportunidades de investimento.